# Gare de Port-Saïd
La gare de Port-Saïd est une gare ferroviaire égyptienne, située à proximité du centre de la ville de Port-Saïd. C'est la principale gare de la ville.
Elle est opérée par l'Egyptian National Railways (en) et notamment desservie par les trains de la ligne Port Saïd-Le Caire.